# José Antônio Aparecido Tosi Marques

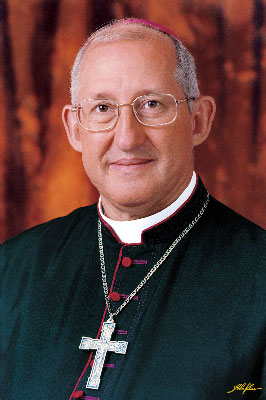
Erzbischof José Antônio Aparecido Tosi Marques (2014)

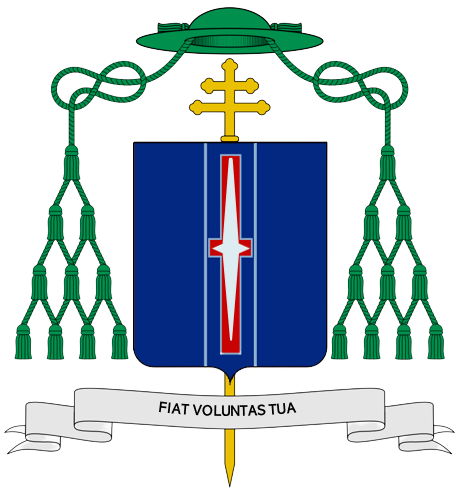
Erzbischofswappen

José Antônio Aparecido Tosi Marques (* 13. Mai 1948 in Jaú) ist ein brasilianischer Geistlicher und emeritierter römisch-katholischer Erzbischof von Fortaleza.

## Leben
Tosi wurde als ältestes von sechs Kindern geboren, studierte ab 1966 am Priesterseminar von São Carlos und erhielt im Dezember 1973 die Diakonenweihe. Der Koadjutorbischof von São Carlos, Constantino Amstalden, weihte ihn am 8. Dezember 1974 zum Priester. Von 1975 bis 1978 war er Spiritual des Seminars von São Carlos, dessen Rektor er von 1979 bis 1986 war. Er unterrichtete zudem bis 1991 am Seminar und war ab 1987 zusätzlich Gemeindepfarrer in São Carlos.
Papst Johannes Paul II. ernannte ihn am 10. Juli 1991 zum Weihbischof in São Salvador da Bahia und Titularbischof von Lysinia. Der Erzbischof von São Salvador da Bahia, Lucas Kardinal Moreira Neves OP, spendete ihm am 20. September desselben Jahres die Bischofsweihe; Mitkonsekratoren waren Constantino Amstalden, Bischof von São Carlos, und Rubens Augusto de Souza Espínola, Bischof von Paranavaí. Als Wahlspruch wählte er FIAT VOLUNTAS TUA. Gleichzeitig war José Tosi Generalvikar des Erzbistums São Salvador da Bahia und Dozent am Theologischen Institut der dortigen katholischen Universität.
Am 13. Januar 1999 wurde er zum Erzbischof von Fortaleza ernannt. Er war im Mai 2007 Delegierter bei der 5. Generalkonferenz des Lateinamerikanischen Bischofsrats in Aparecida.
Papst Franziskus nahm am 11. Oktober 2023 das von Marques aus Altersgründen vorgebrachte Rücktrittsgesuch an.